# ハインリヒ・ティッセン
ハインリヒ・ティッセン（Heinrich Thyssen）、1907年よりハインリヒ・フライヘア（男爵）・ティッセン＝ボルネミッサ（Heinrich Freiherr Thyssen-Bornemisza de Kászon et Impérfalva, 1875年10月31日 ミュールハイム・アン・デア・ルール - 1947年6月26日 ルガーノ）は、ドイツ人の実業家、美術品収集家。

## 生涯
鉱山財閥ティッセン社（現在のティッセンクルップ）の創業者アウグスト・ティッセンの三男として生まれた。化学、物理学、鉱物学を学び、1900年にハイデルベルク大学で化学博士号を取得した。1906年にハンガリー貴族のボルネミッサ女男爵マルギト（Margit Freiin Bornemisza de Kászon et Impérfalva, 1887年 - 1971年）と結婚し、ハンガリーに帰化した。翌1907年、息子のいない舅との養子縁組により、ボルネミッサ男爵位を相続した。国籍上はハンガリー人となったものの、国家社会主義ドイツ労働者党（NSDAP）が権勢をふるった1920年代から1930年代にかけては、民族ドイツ人として行動した。
1912年、ハンボルンにあるドイツ・カイザー鉱山共有会社（Gewerkschaft Deutscher Kaiser）の会社役員となった。第1次世界大戦後はハンガリーでの混乱を嫌ってデン・ハーグに移り、ティッセン家の外国での事業を経営した。1926年に創業した合同製鋼 （Vereinigte Stahlwerke） の監査役に就任した。また一族の事業とは別に、個人の名前でデュッセルドルフに真空管製造工場と製鋼工場を創設・経営していた。ハインリヒはブレーマー・フルカン造船所の大株主で、1930年代初頭には同社株の約80%を所有していた 。1932年にスイスのルガーノに移住し、以後は美術品蒐集に専念した。1939年にヴィルヘルム・レーレン（Wilhelm Roelen）をティッセン財閥の総裁に指名し、事業の全権を委任した。
1933年に離婚した妻マルギトとの間には長男シュテファン（1907年 - 1981年）、長女マルギト（1911年 - 1989年）、次女ガブリエーレ（1916年 - ）、次男ハンス・ハインリヒ（1921年 - 2002年）の2男2女をもうけた。

## コレクション
ハインリヒは遅くとも1911年には居城のレヒニッツ城（Schloss Rechnitz）に美術品のコレクションを形成しており、コレクションは1930年にミュンヘンのノイエ・ピナコテークで公開展示された。1930年代、コレクションはルガーノにおけるハインリヒの私邸ヴィラ・ファヴォリタ（Villa Favorita）に移転し、1936年から1939年までは一般公開された。1947年にハインリヒが死ぬと、525点の美術作品は4人の子供たちの間で分配されたが、コレクションは散逸することのないよう全てヴィラ・ファヴォリタに保管され、次男のハンス・ハインリヒが管理し続けた。ハインリヒのコレクションは、1992年にマドリードで開館したティッセン＝ボルネミッサ美術館の所蔵品のかなりの部分を構成している。
ハインリヒはオールド・マスターの傑作の収集に熱意を傾け、特に初期ドイツ絵画や初期フランドル派の巨匠の作品を好んだ。収集した絵画の作者にはヤン・ファン・エイク、ロヒール・ファン・デル・ウェイデン、ハンス・メムリンク、ヴィットーレ・カルパッチョ、セバスティアーノ・デル・ピオンボ、アルブレヒト・デューラー、ルーカス・クラナッハ（父）、ハンス・バルドゥング、ハンス・ホルバイン（子）、ティツィアーノ、カラヴァッジョ、ピーテル・パウル・ルーベンス、アンソニー・ヴァン・ダイク、フランス・ハルス、ヤン・ステーン、ヤーコプ・ファン・ロイスダールが含まれており、彼らの作品は現在、ティッセン＝ボルネミッサ美術館に展示されている。

## 映像資料
- Deutsche Dynastien – Die Thyssens. Dokumentarfilm, Deutschland, 2010, 44 Min., Buch und Regie: Julia Melchior und Sebastian Dehnhardt, Produktion: WDR, Reihe: Deutsche Dynastien, Erstausstrahlung: ARD, 8. November 2010, Online-Video und Inhaltsangabe der ARD.